# Force Motors

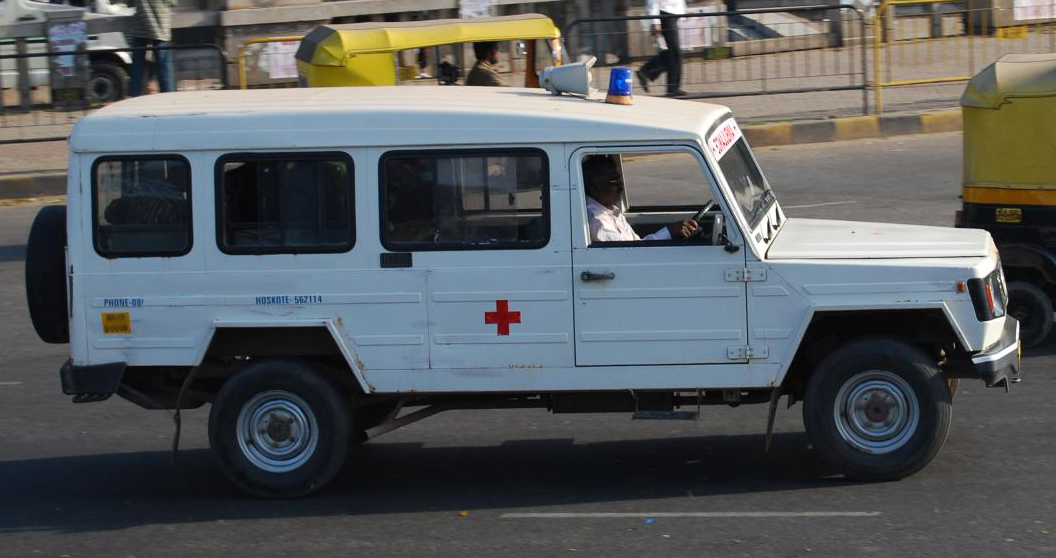
En Force Tempo Trax som ambulans i Bangalore, Indien.

Force Motors är en indisk fordonstillverkare, grundad 1958 som Bajaj Tempo Ltd. Force Motors tillverkar nyttofordon, traktorer och bussar.
Force började med tillverkning av de trehjuliga Tempo-fordonen som utvecklats av Tempo-Werke i Tyskland.
Mercedes-Benz T1 tillverkas fortfarande av Force Motors under namnet Traveller och Excel. Force tillverkade även en indisk version av Harburger Transporter.